# شاپرک برگ‌پیچ فوربز
شاپرک برگ‌پیچ فوربز (نام علمی: Acleris forbesana) نام یک گونه از سرده برگ‌پیچ‌های پهن است.